# Yasutsune Itosu

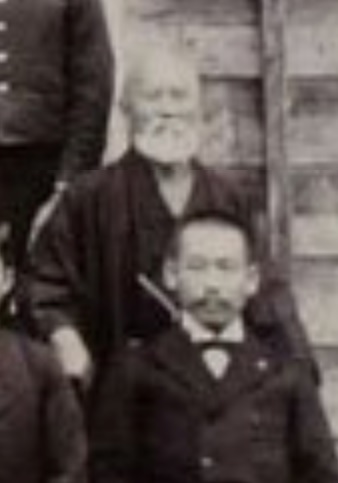
El maestro Anko Itosu, guerrero o Pechin japonés.

Anko Itosu (también conocido como Yasutsune Itosu, según se lean los ideogramas o kanji), nacido en 1832 o 1831 y fallecido en 1915, fue un guerrero o Pechin japonés, considerado maestro de maestros o (Saikoo Shihan) en el karate de estilo lineal o Shuri Te, que consistía en defensas angulares y ataques lineales rápidos, profundos y fuertes. Fue además el gran maestro de varios de los fundadores de los que hoy se conocen como los estilos: Shorin Ryu, Shotokan, Shudokan y shito ryu, en Okinawa, Japón. 

## Historia
Itosu Anko o Yasutsune Itosu (según se lean los ideogramas o 'kanji') fue llevado a la ciudad fortaleza de Shuri, en el lo que era el antiguo Reino de Ryukyu, ahora conocido como la isla de (Okinawa), en 1831. Itosu Sensei era pequeño en estatura, arrojado e introvertido como niño. Lo criaron en un hogar muy estricto (una familia de la nobleza de la isla o Pechin). Itosu fue educado en los clásicos, idioma y la caligrafía chinos. Itosu trabajó como secretario e intérprete de alto nivel para el rey Sho Tai, el último rey del reino de Ryukyu en el palacio de Shuri. Una posición de grandes responsabilidades y logros.
Itosu comenzó su estudio del Te/ Tuidi/ To-de/ Shuri-Te bajo Nagahama Chikudon Peichin. Itosu se convirtió rápidamente en un practicante de gran renombre. Su dedicación al arte lo condujo a ser discípulo del guardaespaldas del rey Sho Tai, junto al legendario guerrero/ Bushi Sokon Matsumura. Itosu se convirtió en " ichiban-deshi " o estudiante principal/ o número 1 del maestro Matsumura. De quien fue discípulo. Asimismo entreno junto a su gran amigo y también maestro Ankō Asato o yasutsune azato. Experto a su vez en Shuri-Te y en esgrima clásica con sable o kenjutsu, del estilo Jigen Ryu con quien incluso llegó a compartir la formación de su alumno, Gichin Funakoshi, conocido como el padre del karate moderno, por promocionar el karate al mundo.
Parte del entrenamiento de Itosu era su práctica constante en el makiwara (tabla clavada al suelo con cuerda enrollada en el área de impacto). A Itosu, lo recuerdan como un individuo de espalda amplia, hombros fuertes, brazos musculosos y enormes puños callosos, producto del entrenamiento implacable (basado en la sinergía muscular por medio de la relajación- tensión - relajación) aplicado al poste de golpeo o makiwara. Inclusive se afirma, que llegó a atar una sandalia de cuero a una pared de piedra con el afán de tener un makiwara más resistente. Después de muchos golpes la piedra se desprendió, tras cambiar de lugar varias veces la sandalia, Itosu acabó destruyendo la pared.
Al maestro Itosu se le considera como quien desarrolló las formas o "Katas Pinan"  a partir de las formas Chiang nan, passai, seishan, Wangshu, kusanku y otras; además de re-interpretar la forma Naihanchi; siendo estas hoy día la base de la mayoría de los estilos modernos del karate. Como el Shorin Ryu, el shotokan (donde fueron renombradas Heian), y el shito ryu.
Itosu reemplazo varios de los antiguos movimientos circulares y angulares de ataque con mano abierta traídos de las artes marciales chinas, por golpes lineales de puño, en varios de las formas o katas, debido a su constante práctica y énfasis en la filosofía - técnica del golpe único o 'ikken hissatsu', que tenía por finalidad vencer al invasor guerrero de la época, siendo estos los samurai con armadura, del clan Satsuma de un solo golpe, no dando oportunidad para otro ataque consecutivo, o a que les llegaran refuerzos. Asimismo se cree que Itosu, descartó por esta razón varias de las luxaciones articulares, retenciones, estrangulaciones, y técnicas de golpeo a puntos vitales, traídas de los estilos chinos, en su re-interpretación de varios de los katas. 
Itosu fue responsable de introducir el Karate en el sistema escolar militarista de Okinawa. En 1905, Itosu tomó la plaza de profesor por horas de To-de/ tuidi/ Te en varias de las secundarias de la prefectura de Okinawa, junto con sus discípulos Kentsu Yabu, y Chōmo Hanashiro. Fue aquí donde él desarrolló el método sistemático de enseñar las técnicas del karate que todavía hoy están en práctica.
La realización más grande de Itosu Sensei fue el llegar a proponer como convertirse en un guerrero por la paz, dedicando su vida entera a sentar las bases para el desarrollo del Karate-Do moderno. Itosu Anko murió en la aldea de Yamakawa a la edad de 85 años, el 26 de enero de 1915.
Sus primeras clases en público las dio en 1904 en la escuela superior de Okinawa.

## El Código del maestro Itosu
En octubre de 1908, para lograr la introducción del Karate a las escuelas de Okinawa, el maestro Itosu escribió una carta abierta al ministerio de educación del Japón, y al pueblo de Okinawa; en la que se mencionaban, los beneficios de la práctica del arte marcial para el país, y algunos parámetros para su práctica. Sus enunciados fueron:
1. El karate es fundamentalmente para el beneficio de la salud. Para proteger a sus padres o su maestro, es apropiado atacar a un enemigo sin importar la propia vida. Si uno se encuentra con un villano o un rufián (matón) preferiblemente, no debería utilizar el karate sino simplemente evitar el ataque y huir. 
2. El propósito del karate es hacer el cuerpo duro como la piedra y el hierro; las manos y los pies deberían utilizarse como puntas de flechas, los corazones deberían ser fuertes y valientes. Si los niños practicaran karate desde sus días de escuela primaria, estarían bien preparados para el servicio militar. "teniendo en cuenta que cuando se encontraron el Duque de Wellington y Napoleón, se llegó a la conclusión de que la victoria de mañana llegaría como fruto de las actividades de los educandos en el patio de recreo de hoy".
3. El karate no se puede aprender rápidamente. Como un lento toro moviéndose, que finalmente llega a recorrer mil millas, si uno estudia seriamente cada día, en tres o cuatro años entenderá de qué trata el karate. Incluso la forma misma de sus huesos cambiará. 
Aquellos que entrenen de esta manera, descubrirán la esencia del karate: 
4. En el karate las manos y los pies son importantes así que deben ser entrenados a fondo contra el makiwara. Para esto deje los hombros bajos, abra los pulmones, tome el control de tu fuerza, agarre el suelo con los pies y hunda su energía intrínseca en la parte baja del abdomen (tándem). Practicar con cada brazo cien o doscientas veces. 
5. Cuando practiques las posturas del karate, cerciórate de que la espalda está recta, tus hombros bajos, toma la fuerza propia y ponla en tus piernas, permanezca en pie firmemente y ponga la energía intrínseca en la parte baja del abdomen (tándem), cuyas zonas más alta y más baja deben mantenerse firmemente unidas. 
6. Las técnicas externas del karate se deben practicar, una por una, muchas veces. Ya que la profundidad de las técnicas es transmitida de forma oral, esfuérzate por aprender las explicaciones y decidir cuándo, y en qué contexto será posible utilizarlas. Entrar, oponer, y liberar; es la regla del karate. 
7. Se debe decidir si la práctica del karate es para cultivar un cuerpo sano, para defenderte, o para asistir tu deber. 
8. Durante la práctica se debe imaginar que se está en el campo de batalla. los ojos deben brillar, baja los hombros y endurece el cuerpo. ¡Ahora bloquea el puñetazo del enemigo y ataca! Practiquen siempre con este espíritu de modo que, cuando estén en el verdadero campo de batalla, estarán preparado naturalmente. 
9. No se sobre-esfuercen durante la práctica porque la energía intrínseca se elevará, tu cara y ojos se volverán rojos y tu cuerpo será dañado. Tengan cuidado. 
En el pasado muchos de los que han dominado el arte del karate han vivido hasta una edad avanzada. Esto es porque el karate ayuda al desarrollo de los huesos y de los tendones, ayuda a los órganos digestivos y es bueno para la circulación sanguínea. Por lo tanto, de ahora en adelante, el karate debería convertirse en la base de todas las lecciones deportivas desde las escuela primaria en adelante. Si esto se pone en práctica habrá, creo, muchos hombres que puedan ganar contra diez agresores.
Atentamente
Itosu Anko (yasutsune)
Ciudad de Naha, octubre de 1908
El Shihan Yasutsune Itosu enseñó al creador de estilo de karate Shito Ryu Kenwa Mabuni. Así como al maestro Gichin Funakoshi, creador del estilo shotokan, y a varios de los maestros del estilo que hoy se conoce como Shorin Ryu.